# Бёттихер, Карл Генрих фон
Карл Генрих фон Бёттихер (1833—1907) — германский политический деятель

## Биография
Изучал правоведение в Вюрцбурге и Берлине. В 1860—1861 годы служил по судебному ведомству, в 1864 году — по министерству торговли; в 1865 году вышел в отставку, чтобы занять выборную общественную должность в Штральзунде.
В 1869 году был приглашен на службу в министерство внутренних дел, в 1872  — пожалован чином тайного советника и назначен советником-докладчиком. Но он предпочитал практическую деятельность в администрации и потому в 1873 году принял предложенную ему должность президента (губернатора) провинции Ганновер; в 1876 году перешел на должность президента в Шлезвиг.
В 1878 году по избирательному округу Апенроде-Фленсбург избран был в германский рейхстаг. Здесь он примкнул к умеренно-консервативной партии и усердно отстаивал таможенную пошлину князя Бисмарка. В 1879 был назначен шлезвиг-гольштинским обер-президентом; с сентября 1880 года — на место Гофмана статс-секретарем внутренних дел; в 1881 году заместителем имперского канцлера в союзном совете и рейхстаге.
В 1888 году был назначен на место Путткамера вице-президентом прусского министерства. В 1890 году принимал активное участие в интригах, приведших к отставке Бисмарка  В 1897 — оставил должность вице-канцлера; в том же году назначен обер-президентом прусской провинции Саксонии.